# Serra do Espinhaço
La serra do Espinhaço est une formation montagneuse située entre les États de Bahia et du Minas Gerais au sud-est du Brésil.
Ses points culminants sont le Pico do Sol (2 070 m), le Pico de Itambé (2 002 m), la Piedale (1 770 m) et l'Itacolumi (1 754 m). 
Le massif était connu pour ses riches mines de diamants. 
En 2009, la chaîne de montagnes, sur une surface de 3 210 903,3 ha, est déclarée réserve de biosphère par l'Unesco. 

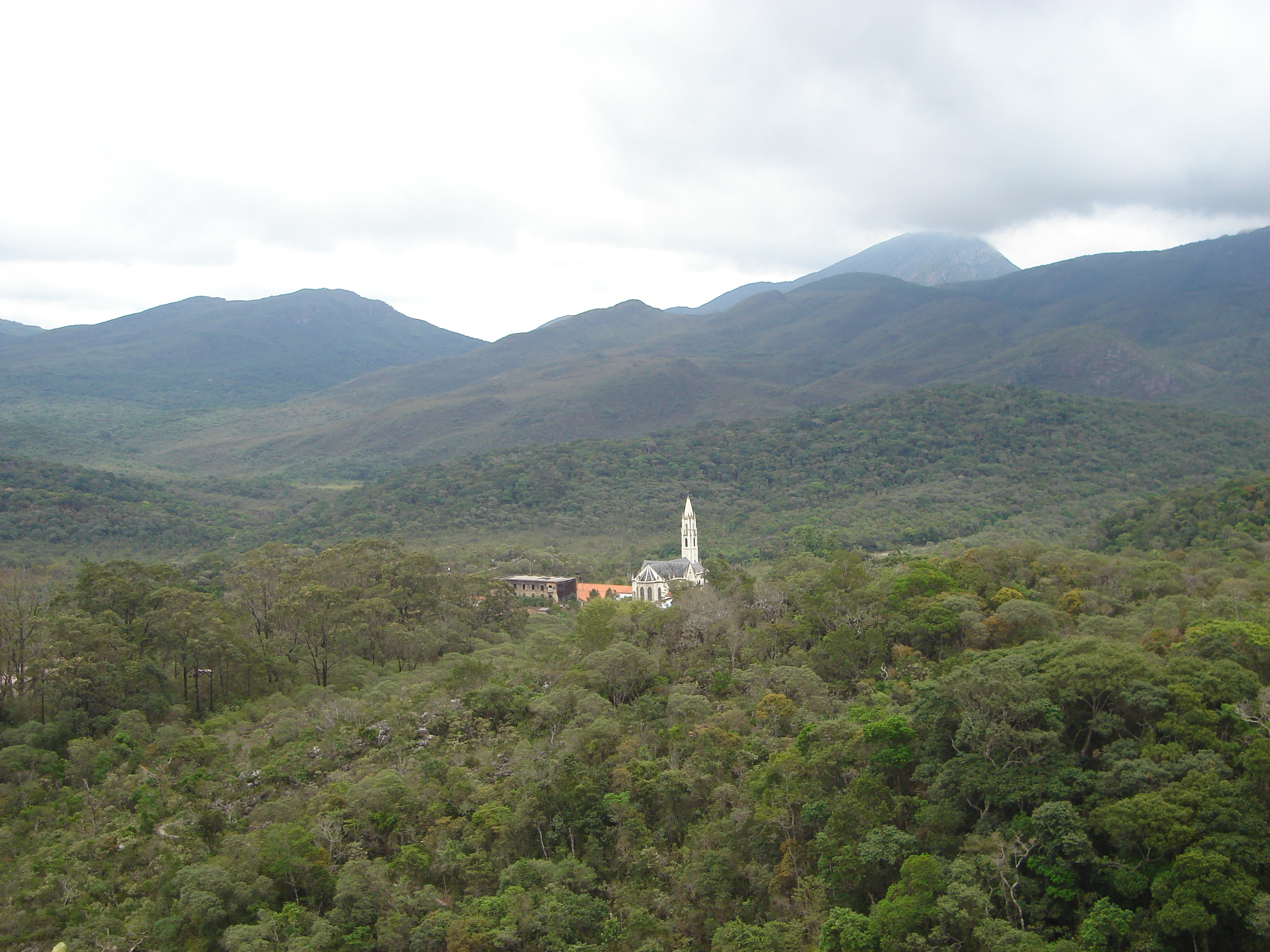
Paysage de la Serra do Espinhaço.